# Elección presidencial de Haití de 1995
La elección presidencial de Haití de 1995 se realizó el 17 de diciembre. El vencedor fue René Préval de Fanmi Lavalas. Ese mismo año se llevaron a cabo elecciones parlamentarias en tres fechas distintas: 25 de junio, 13 de agosto y 17 de septiembre. La participación alcanzó solamente el 27,8% de los votantes.

## Resultados
| Candidato               | Partido                                   | Votos   | %   |
| ----------------------- | ----------------------------------------- | ------- | --- |
| René Préval             | Fanmi Lavalas                             | 818 014 |     |
| Léon Jeune              | Independiente                             | 23 188  |     |
| Victor Benoît           | Congreso Nacional de Fuerzas Democráticas | 21 513  |     |
| Rene Julien             |                                           | 12 960  |     |
| Clark Parent            |                                           | 12 842  |     |
| Edy Volel               |                                           |         |     |
| Richard Vladimir Jeanty |                                           |         |     |
| Francis Jean            |                                           |         |     |
| Jean Arnold Dumas       |                                           |         |     |
| Julio Larosiliere       |                                           |         |     |
| Dieuveuil Joseph        |                                           |         |     |
| Gerard Dalvius          |                                           |         |     |
| Rockerfeller Guerre     |                                           |         |     |
| Fermin Jean-Louis       |                                           |         |     |
| Votos en blanco y nulos | Votos en blanco y nulos                   |         | –   |
| Total                   | Total                                     | 994 599 | 100 |
| Fuente: Nohlen.         |                                           |         |     |